# Pulp Fiction
Pulp Fiction (bra: Pulp Fiction: Tempo de Violência; prt: Pulp Fiction) é um filme estadunidense de 1994 do gênero drama policial, escrito e dirigido por Quentin Tarantino, com roteiro dele e Roger Avary.
Dirigido de uma forma altamente estilizada, Pulp Fiction narra três histórias diferentes, todavia entrelaçadas, sobre dois assassinos profissionais, o gângster que os chefia e sua esposa, um pugilista pago para perder uma luta e um casal assaltando um restaurante, em Los Angeles na década de 1990. Um tempo considerável do filme é destinado a conversas e monólogos que revelam as perspectivas de vida e o senso de humor das personagens. O roteiro, assim como na maioria dos demais trabalhos de Quentin Tarantino, é apresentado fora da ordem cronológica.
O filme, cujo título é uma referência às revistas pulp, populares durante a metade do século XX e caracterizadas pela sua violência gráfica, é conhecido por seus diálogos ricos e ecléticos, mistura irônica de humor e violência, narrativa não-linear, uma série de alusões a outras produções cinematográficas e referências à cultura pop. Pulp Fiction foi indicado a sete Óscares, incluindo melhor filme; Tarantino e Avary ganharam o prêmio de melhor roteiro original. Também venceu a Palma de Ouro no Festival de Cannes de 1994. Um sucesso comercial e de críticas, Pulp Fiction revitalizou a carreira de seu protagonista, John Travolta (o qual recebeu uma indicação ao Oscar de melhor ator), assim como as das coestrelas Samuel L. Jackson (indicado ao Oscar de melhor ator coadjuvante) e Uma Thurman (indicada ao Oscar de melhor atriz coadjuvante).

## Enredo
Prólogo
"Pumpkin" e "Honey Bunny" estão tomando café da manhã em um restaurante. Eles decidem assaltar o lugar, após perceberem que poderiam ganhar dinheiro tanto roubando dos clientes como do caixa do estabelecimento — como haviam feito durante um assalto anterior. Momentos após eles iniciarem o ataque, a cena é interrompida e a tela de créditos aparece.
Prelúdio para "Vincent Vega e a esposa de Marsellus Wallace"
Enquanto Jules Winnfield dirige, Vincent Vega fala de suas experiências na Europa, de onde ele acabara de retornar. Vincent fala sobre os bares em Amsterdam que vendem drogas e sobre o McDonald's francês e o seu "Royal with Cheese". Os dois — vestidos a rigor — estão indo recuperar uma maleta de Brett, que havia contrariado o seu chefe, o gângster Marsellus Wallace. Jules conta a Vincent que Marsellus havia jogado alguém de uma varanda no quarto andar apenas por ter dado à sua esposa uma massagem nos pés. Vincent diz que Marsellus lhe pediu para acompanhar sua esposa enquanto ele estivesse fora da cidade. Eles concluem sua conversa e invadem o apartamento de Brett, o que culmina no seu assassinato de uma forma dramática, após Jules recitar uma pseudopassagem bíblica (Livro de Ezequiel, 25:17).
Há uma passagem que eu memorizei, me parece apropriada para a situação: Ezequiel 25:17. "O caminho do homem justo é rodeado por todos os lados pelas desigualdades do egoísmo e da tirania dos homens maus. Bem-aventurado aquele que, em nome da caridade e da boa vontade, pastoreia os fracos pelo vale das trevas, pois ele é verdadeiramente o guardião do seu irmão e o descobridor das crianças perdidas. E derrubarei sobre ti, com grande vingança e furiosa raiva, aqueles que tentam envenenar e destruir meus irmãos. E você saberá que o meu nome é Senhor quando eu derramar minha vingança sobre você."— Recitação de Ezequiel 25:17, por Jules Winnfield

### Vincent Vega e a esposa de Marsellus Wallace

A "famosa cena da dança": Vincent Vega (John Travolta) e Mia Wallace (Uma Thurman) dançando no Jack Rabbit Slim's.

Em um salão de coquetéis praticamente vazio, o pugilista Butch Coolidge aceita uma grande quantia de dinheiro de Marsellus Wallace, concordando em perder propositalmente a sua próxima luta. Vincent e Jules — agora, inexplicadamente, vestindo camisetas e shorts — chegam para entregar a maleta à Marsellus, e Butch e Vincent, rapidamente, têm seus caminhos cruzados devido a uma ríspida discussão. Mais tarde, Vincent vai à casa de Lance e Jody, para comprar heroína. Ele injeta um pouco antes de ir conhecer Mia Wallace, esposa de Marsellus Wallace, e levá-la para sair. Eles vão para o Jack Rabbit Slim's, um restaurante temático que tem como empregados sósias de ícones pop da década de 1950. Mia conta a Vincent sobre a sua malograda experiência como atriz em um piloto para a televisão, na qual interpretava uma assassina especialista em facas.
Após participarem de um desafio de twist, eles retornam para a casa de Wallace com o troféu. Enquanto Vincent vai ao banheiro, Mia encontra sua heroína e, acreditando se tratar de cocaína, a cheira, tendo uma overdose. Vincent a leva para a casa de Lance e, juntos, eles administram uma dose de adrenalina no coração de Mia, reanimando-a. Antes de se despedirem, Vincent e Mia concordam em não contar o incidente a Marsellus.
Prelúdio para "O Relógio de Ouro"
O jovem Butch Coolidge assiste televisão quando é interrompido pela chegada do Capitão Koons, veterano do Vietnã. Koons explica que trouxe consigo um relógio de ouro, passado de geração em geração pelos Coolidge desde a Primeira Guerra Mundial. O pai de Butch morrera de disenteria em um campo de prisioneiros e que o seu último pedido antes de morrer fora que Koons escondesse o relógio em seu reto por dois anos, para que o entregasse a Butch. Uma campainha toca, tirando Butch, já adulto, de seu devaneio. Ele está com suas roupas de boxe, e é hora da luta que ele foi pago para perder.

### O Relógio de Ouro
Butch, tendo vencido a luta, foge da arena de táxi, enquanto a motorista Esmeralda Villalobos lhe conta que ele matara o lutador adversário — fato que Butch desconhecia ("Eu não sabia que ele estava morto até você me contar que ele estava morto", ele diz). Ele havia apostado a recompensa oferecida por Marsellus em si próprio e, com chances favoráveis, ganhara muito dinheiro. Na manhã seguinte, no motel onde ele e sua namorada Fabienne estão hospedados, ele descobre que ela esquecera de colocar o insubstituível relógio de ouro na mala. Ele retorna para o seu apartamento para buscá-lo — ainda que os homens de Marsellus estejam certamente atrás dele. Butch encontra rapidamente o relógio; porém, acreditando estar sozinho, faz uma pausa para um lanche. Só então ele percebe uma submetralhadora no balcão da cozinha e, ouvindo o barulho da descarga no banheiro, Butch prepara a arma a tempo de matar Vincent Vega saindo do banheiro.
Ele vai embora, mas enquanto espera um semáforo abrir, Marsellus atravessa a rua e o reconhece. Butch foge com o carro, mas outro veículo se choca contra o dele. Após uma perseguição a pé, Butch e Marsellus chegam a uma loja de penhores. O dono da loja, Maynard, os captura, com auxílio de uma arma, e os prende num porão. Zed se junta a Maynard, e eles levam Marsellus para outra sala para o estuprar, enquanto uma figura silenciosa e mascarada vigia Butch, amarrado à cadeira. Ele consegue se soltar e esmurra o guarda, mas entretanto, quando está prestes a fugir, decide salvar Marsellus e retorna ao porão. Antes disso, ele "passeia" pela loja, procurando uma arma — encontra e examina um martelo, um taco de beisebol e uma motosserra, até se decidir por uma espada katana. Enquanto Zed sodomiza Marsellus, Butch mata Maynard com a espada. Marsellus recupera a espingarda de Maynard e atira na virilha de Zed. Marsellus diz a Butch que estão quites quanto à luta comprada, contanto que ele nunca conte a ninguém sobre o estupro e deixe Los Angeles para sempre — Butch concorda e, na motocicleta de Zed, retorna ao motel para buscar Fabienne.
Butch: Zed está morto, baby. Zed está morto.

### A Situação de Bonnie
A história retorna ao final de "Prelúdio para Vincent Vega e a esposa de Marsellus Wallace", com Vincent e Jules na casa de Brett. Após assassinarem-no, outro homem sai correndo do banheiro e atira freneticamente contra eles, errando todos os tiros antes de Jules e Vincent atirarem de volta, matando-o. Jules entende que o fato de o homem ter errado todos os tiros a tão curta distância é um milagre, um sinal de Deus, para que ele abandone a carreira de assassino. Eles vão embora com um dos amigos de Brett, Marvin, que também é seu informante. No carro, Vincent pergunta a Marvin sua opinião sobre o "milagre" citado por Jules e, acidentalmente, atira na sua face.
Forçados a removerem o carro ensanguentado da estrada, Jules dirige até à casa de seu amigo Jimmie. A esposa de Jimmie, Bonnie, deve voltar do trabalho em breve, e ele fica muito ansioso para que ela não encontre toda aquela bagunça. A pedido de Jules, Marsellus arranja ajuda com Winston Wolfe, vulgo "O Lobo", que toma conta da situação, mandando Vincent e Jules limparem o carro, esconderem o corpo no porta-malas e trocarem suas roupas ensanguentadas por camisetas e bermudas providenciadas por Jimmie. Com o serviço terminado, eles levam o carro a um ferro-velho, de onde Wolfe e a filha do dono decidem ir tomar café da manhã, assim como Vincent e Jules.
Epílogo
Enquanto Vincent e Jules tomam café — no mesmo restaurante do "Prólogo" — eles retornam à discussão sobre a decisão de Jules de se aposentar. Em um rápido corte, a cena mostra "Pumpkin" e "Honney Bunny" momentos antes de iniciarem o roubo da primeira cena do filme. Enquanto Vincent vai ao banheiro, o ataque começa. "Pumpkin" pede todas as coisas de valor dos fregueses, incluindo a misteriosa maleta de Jules, que surpreende "Pumpkin" (a quem ele chama de "Ringo", devido ao seu sotaque britânico[carece de fontes?]), apontando-lhe uma arma. "Honey Bunny", histérica, aponta sua arma para Jules. Vincent volta do banheiro e, perplexo com a cena, aponta sua arma para ela, criando um "impasse mexicano". Jules repete sua passagem pseudobíblica (Ezequiel 25:17) expressando sua ambivalência em relação à vida no crime e, em seu primeiro ato de redenção, ele permite que os assaltantes levem o dinheiro roubado — deixando, todavia, a maleta a ser devolvida para Marsellus. Assim, ele conclui o seu último trabalho para Marsellus Wallace.

## Estrutura narrativa
Em consonância com a marca registrada de Quentin Tarantino de apresentar os roteiros de seus filmes em uma narrativa não-linear, a história de Pulp Fiction é apresentada fora de sequência, estruturada em torno de três histórias que, embora diferentes, são entrelaçadas. Na concepção de Tarantino, o assassino da máfia Vincent Vega (John Travolta) é o protagonista da primeira história, intitulada "Vincent Vega e a esposa de Marsellus Wallace"; o pugilista Butch Coolidge (Bruce Willis) é o protagonista de "O Relógio de Ouro", a segunda; e o companheiro de Vincent, Jules Winnfield (Samuel L. Jackson), o protagonista da terceira, "A Situação Bonnie". Embora cada história se concentre em uma diferente série de incidentes, envolvendo uma extensa gama de personagens, elas se entrelaçam de diferentes maneiras. Existem um total de sete sequências narrativas, sendo que as três histórias principais são precedidas por uma tela preta:
1. Prólogo – O Restaurante (I)
2. Prelúdio para "Vincent Vega e a esposa de Marsellus Wallace"
3. "Vincent Vega e a esposa de Marcellus Wallace"
4. Prelúdio para "O Relógio de Ouro" (a—flashback, b—presente)
5. "O Relógio de Ouro"
6. "A Situação Bonnie"
7. Epílogo – O Restaurante (II)

## Elenco
- John Travolta interpreta Vincent Vega: assassino profissional, Vincent trabalha para Marsellus Wallace. Tarantino escolheu Travolta apenas porque Michael Madsen, que havia tido um papel principal em Cães de Aluguel (como Vic Vega), preferiu fazer Wyatt Earp, de Kevin Costner — uma década depois, Madsen ainda estaria lamentando sua escolha.[13] Com a recusa de Madsen, Harvey Weinstein sugeriu Daniel Day-Lewis para o papel.[14] Ainda que Day-Lewis quisesse o papel, Tarantino rejeitou-o, em favor de Travolta, que aceitou uma barganha por seus serviços — algo em torno de 100 ou 140 mil dólares.[15] O sucesso do filme e a indicação ao Oscar de melhor ator revitalizaram a sua carreira. Em 2004, Tarantino discutiu a ideia de fazer um filme com Travolta e Madsen como "Os Irmãos Vega"; a ideia, entretanto, continua por realizar.[16]
- Samuel L. Jackson interpreta Jules Winnfield: parceiro de Vincent Vega, também subordinado a Marsellus. Tarantino escreveu o papel com Jackson em mente, mas o ator quase o perdeu após, na primeira audição, sua atuação ter sido ofuscada pela de Paul Calderón — Jackson assumira o teste como uma mera leitura. Weinstein o convenceu a fazer uma segunda audição, e sua performance do Epílogo convenceu Tarantino.[17] Jules fora inicialmente idealizado com um grande cabelo black power, mas Tarantino e Jackson concordaram em um penteado mais discreto, como visto no filme.[18] Jackson recebeu uma indicação ao Oscar de melhor ator coadjuvante, enquanto Calderón aparece no filme como Paul, barman do clube de Marsellus.[19]
- Uma Thurman interpreta Mia Wallace: a "jovem e bela esposa de Marsellus".[7] A produtora Miramax queria Holly Hunter ou Meg Ryan para o papel, mas Tarantino quis Uma desde seu primeiro encontro com a atriz.[20] Ainda assim, Thurman, inicialmente, rejeitou o papel. Tarantino estava tão desesperado para contar com a atriz que leu o roteiro inteiro pelo telefone, convencendo-a a aceitar a personagem.[carece de fontes?] Thurman dominou a maioria do material publicitário do filme, fotografada numa cama com um cigarro em mãos. Ela foi indicada ao Oscar de melhor atriz coadjuvante, o que alavancou sua carreira; todavia, ela preferiu não estrelar nenhum filme de grande orçamento durante três anos.[21]
- Bruce Willis interpreta Butch Coolidge: "um pugilista branco de 26 anos."[7] Willis era uma grande estrela hollywoodiana, mas a maioria de suas recentes bilheterias tinham sido desapontantes. Como Peter Brat descreveu, assumir um papel em um filme de orçamento moderado "significava diminuir seu salário e arriscar o seu status de estrela, mas a estratégia valeu a pena: Pulp Fiction não apenas trouxe a Willis um novo respeito enquanto ator, mas também lhe rendeu alguns milhões de dólares como resultado de sua participação nos lucros."[22] A aparência de Willis e sua presença física foram cruciais para o interesse de Tarantino nele: "Bruce parece um ator dos anos 1950. Eu não consigo pensar em mais ninguém com esse aspecto."[23]
- Tim Roth interpreta Pumpkin ou Ringo: "homem jovem […] tem um sotaque inglês de classe trabalhadora. […] Parece profissional, sempre no controle."[7] Roth esteve junto de Keitel e Tarantino em Cães de Aluguel — e embora nessa produção ele tenha usado um sotaque americano, em Pulp Fiction ele usa o seu sotaque inglês natural (o que lhe rende o apelido de "Ringo", em alusão ao baterista dos Beatles, Ringo Starr[carece de fontes?]). Ainda que Tarantino tenha escrito o papel com Roth em mente, Mike Medavoy, um dos cabeças da TriStar Pictures, preferia Johnny Depp ou Christian Slater para a personagem.[14]
- Amanda Plummer interpreta Yolanda ou Honey Bunny: "impossível dizer de onde é ou quantos anos tem […] parece uma psicopata."[7] Tarantino escreveu o papel especificamente para Plummer ser parceira de Roth, uma vez que foi o ator quem a apresentou ao diretor, dizendo: "Eu quero trabalhar com Amanda em um de seus filmes, mas ela tem de ter uma arma realmente grande."[24]
- Ving Rhames interpreta Marsellus Wallace: o "chefe de todo mundo. […] Figura enorme. […] Ele soa como um cruzamento de um gângster com um rei."[7] Antes da escalação de Rhames, o papel foi oferecido a Sid Haig, que o rejeitou. De acordo com o produtor Lawrence Bender: "Rhames fez a melhor audição que eu já vi."[25]
- Harvey Keitel interpreta Winston Wolfe: também subordinado a Marsellus, "O Lobo" trabalha como "limpador", escondendo evidências dos crimes praticados pelos empregados de Marsellus. O papel foi escrito exclusivamente para Keitel, que havia estrelado Cães de Aluguel. Nas palavras de Tarantino: "Harvey tem sido meu ator favorito desde os meus 16 anos."[26]
- Christopher Walken interpreta Capitão Koons: Walken aparece em somente uma cena, dedicada ao monólogo do veterano do Vietnã sobre o relógio de ouro de Butch Coolidge.
- Eric Stoltz interpreta Lance: o traficante amigo de Vincent. Courtney Love disse que Tarantino oferecera o papel a Kurt Cobain — "Quer saber por que Kurt agradeceu Quentin na contracapa do álbum 'In utero'? Porque o diretor o convidou para fazer o papel que foi de Eric Stoltz no filme", disse a cantora.[27] Tarantino negou, e disse que nunca sequer encontrou Kurt Cobain. O agradecimento na contracapa do álbum dever-se-ia ao fato de Kurt ser um fã de Tarantino, da mesma forma que lá constam outros nomes que Kurt admirava. Uma lista das preferências de Tarantino para os papéis foi publicada, e Kurt de fato não aparece nela.[28]
- Rosanna Arquette interpreta Jody: a esposa de Lance. Pam Grier foi considerada para o papel, mas Tarantino não acreditou que o público acharia plausível que Lance gritasse com ela.[29][30] Ellen DeGeneres também foi considerada para o papel.[25]
- Maria de Medeiros interpreta o papel de Fabienne. A atriz portuguesa é aqui uma jovem francófona namorada por Butch. É ela que amansa o pugilista após o combate e que na manhã seguinte o enfurece por se ter esquecido do relógio. A atriz conhece Tarantino num convívio informal, onde o cineasta a convida para participar no filme, depois de estrelar num filme de Philip Kaufman, também ao lado de Uma Thurman.

## Desenvolvimento e produção

### Escrita

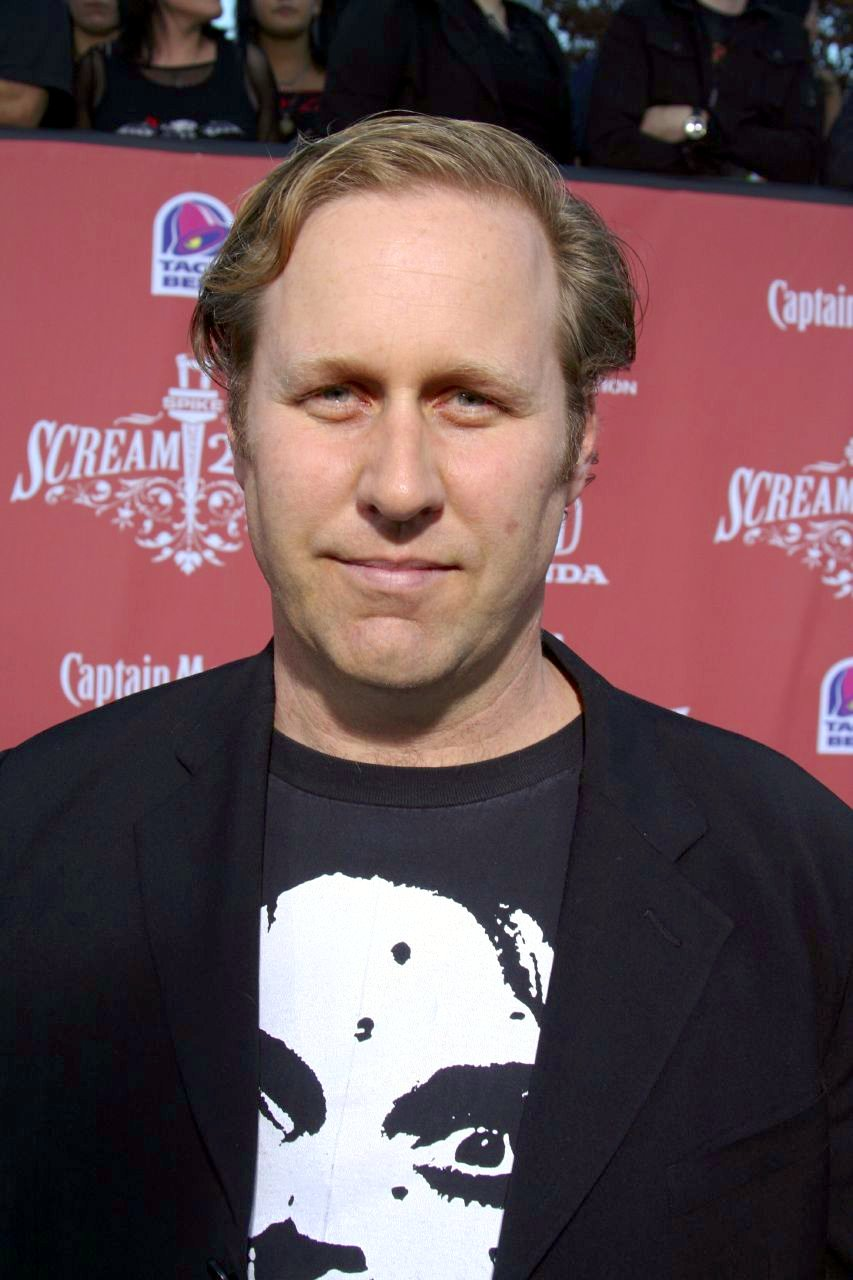
Roger Avary coescreveu o roteiro de Pulp Fiction com Quentin Tarantino

O primeiro elemento do que viria a se tornar o roteiro de Pulp Fiction foi escrito por Roger Avary no outono de 1990.
Tarantino e Avary decidiram escrever um curta, já que, teoricamente, seria mais fácil de ser realizado do que um longa-metragem. Mas eles rapidamente perceberam que ninguém produz curtas, então o filme se tornou uma trilogia, com uma seção feita por Tarantino, outra por Avary, e uma por um terceiro diretor que nunca se tornou realidade. Cada um, eventualmente, expandiu sua seção em um roteiro de longa-metragem […]
A inspiração inicial foi a antologia de horror Black Sabbath, de 1963, do cineasta italiano Mario Bava, que conta com três partes. O projeto de Tarantino e Avary foi provisoriamente intitulado "Black Mask" ("Máscara Negra"), em referência a uma pulp fiction. Entretanto, o roteiro de Tarantino para o projeto foi produzido como Cães de Aluguel, o seu primeiro filme como diretor; já o de Avary, intitulado "Pandemonium Reigns", viria a formar a base de "O Relógio de Ouro", uma das narrativas de Pulp Fiction.
Com o seu trabalho em Cães de Aluguel terminado, Tarantino retornou à ideia de uma trilogia: "Eu tive a ideia de fazer algo que os novelistas têm a chance de fazer, mas os cineastas não: contar três histórias separadas, com os personagens oscilando, tendo diferentes pesos dependendo da história." Tarantino explica que a ideia "era basicamente pegar algo como as anedotas mais velhas já vistas nas histórias de crime — as histórias mais velhas no livro […] sabe, em 'Vincent Vega e a esposa de Marsellus Wallace' […] o cara tem de sair com a esposa do chefão e não tocar nela. Sabe, essa história já foi vista um zilhão de vezes." "Eu estou usando formas antigas de narrativa e então, propositalmente, fazendo-as correrem obliquamente", ele diz. "Parte do truque é pegar esses personagens, esses personagens [característicos] do gênero [cinematográfico] e essas situações do gênero e aplicá-los em algumas situações da vida e ver como eles se resolvem." Em pelo menos um caso — o pugilista Butch Coolidge — , Tarantino tinha em mente um personagem específico de um filme policial clássico de Hollywood: "Eu queria que ele parecesse basicamente com Ralph Meeker como Mike Hammer em Kiss Me Deadly [1955], de Robert Aldrich. Eu queria que ele fosse um valentão e um babaca."
Tarantino foi trabalhar no roteiro de Pulp Fiction em Amsterdam em março de 1992. Avary se juntou a ele — contribuiu com o texto de "Pandemonium Reigns" para o projeto e participou de sua reescrita, assim como do desenvolvimento de novas narrativas que se conectariam à sua história. Duas cenas, escritas originalmente por Avary para o roteiro de True Romance — e creditadas exclusivamente a Tarantino — foram incorporadas na abertura de "A Situação Bonnie": os tiros "miraculosamente" errados pelo atirador escondido no banheiro e o assassinato acidental no banco de trás do carro. A ideia de um "limpador" do mundo do crime (Winston Wolfe, intrepretado por Harvey Keitel), que se tornou o coração de "A Situação Bonnie", foi inspirada por um curta — Curdled — que Tarantino assistira em um festival de cinema. Ele escalou a atriz principal, Angela Jones, em Pulp Fiction e, depois, apoiou a produção de uma versão longa-metragem para esse curta, como produtor executivo. O roteiro de Pulp Fiction incluía duas marcas inventadas por Tarantino, que apareceriam em outros filmes do diretor: hambúrgueres Big Kahuna (um copo de refrigerante Big Kahuna aparece em Cães de Aluguel; Jules também come hambúrgueres Big Kahuna em Pulp Fiction, assim como os irmãos Gecko de From Dusk Till Dawn) e cigarros Red Apple (Butch Coolidge e Mia Wallace fuma esses cigarros; ademais, uma grande placa de publicidade desses cigarros aparece em Kill Bill). Em janeiro de 1993, o roteiro de Pulp Fiction estava completo.

### Financiamento
Tarantino e seu produtor, Lawrence Bender, levaram o roteiro à Jersey Films, companhia de produção dirigida por Danny DeVito. Antes de assistir Cães de Aluguel, a Jersey já havia tentado assinar com Tarantino para o seu próximo projeto. Chegou-se a um acordo de desenvolvimento avaliado em torno de um milhão de dólares — o negócio deu à A Band Apart, a recentemente formada companhia de produção de Bender e Tarantino, financiamento inicial e as instalações de escritório; a Jersey teria uma participação no projeto e o direito de vender o roteiro a um estúdio — Jersey essa que tinha um contrato de distribuição com a TriStar Pictures —, e, em fevereiro, Pulp Fiction apareceu na lista da Variety de filmes em pré-produção pela TriStar. Em junho, todavia, a TriStar vendeu o roteiro a outro estúdio. De acordo com um executivo do estúdio, o chefe da TriStar, Mike Medavoy, achou o roteiro "demente demais." Houve sugestões de que a TriStar estaria resistindo a apostar em um filme com um usuário de heroína; houve também indicações de que o estúdio simplesmente vira o projeto como algo de orçamento muito baixo para a imagem desejada de um filme recheado de estrelas. Roger Avary — que estava prestes a começar a filmar o seu primeiro filme como diretor, Killing Zoe — disse que as objeções da TriStar abrangiam toda a estrutura fundamental do roteiro. Ele caracterizou a posição do estúdio: "'Essa é a pior coisa já escrita. Isso não faz sentido. Alguém está morto e então está vivo. É muito longo, violento e infilmável."
Bender levou o roteiro à Miramax, um estúdio inicialmente independente que fora adquirido há pouco tempo pela Disney. Harvey Weinstein, vice-presidente da Miramax, juntamente com seu irmão, Bob, ficaram instantaneamente encantados com o roteiro, e a companhia o pegou. Pulp Fiction foi o primeiro filme da Miramax a receber luz verde após a aquisição pela Disney, custando oito milhões e meio de dólares, tornando-se, também, o primeiro filme financiado inteiramente pelo estúdio. O plano executado por Bender para pagar a todos os atores o mesmo salário semanal — independente de seus status na indústria cinematográfica — foi o de manter os custos do filme baixos. A maior estrela a assinar com o projeto foi Bruce Willis que, embora tenha feito alguns filmes fracassados na época, ainda era um grande atrativo no exterior. Pela força de seu nome, a Miramax arrecadou onze milhões de dólares apenas com os direitos internacionais do filme, o que já praticamente garantiu a sua rentabilidade.

### Filmagens

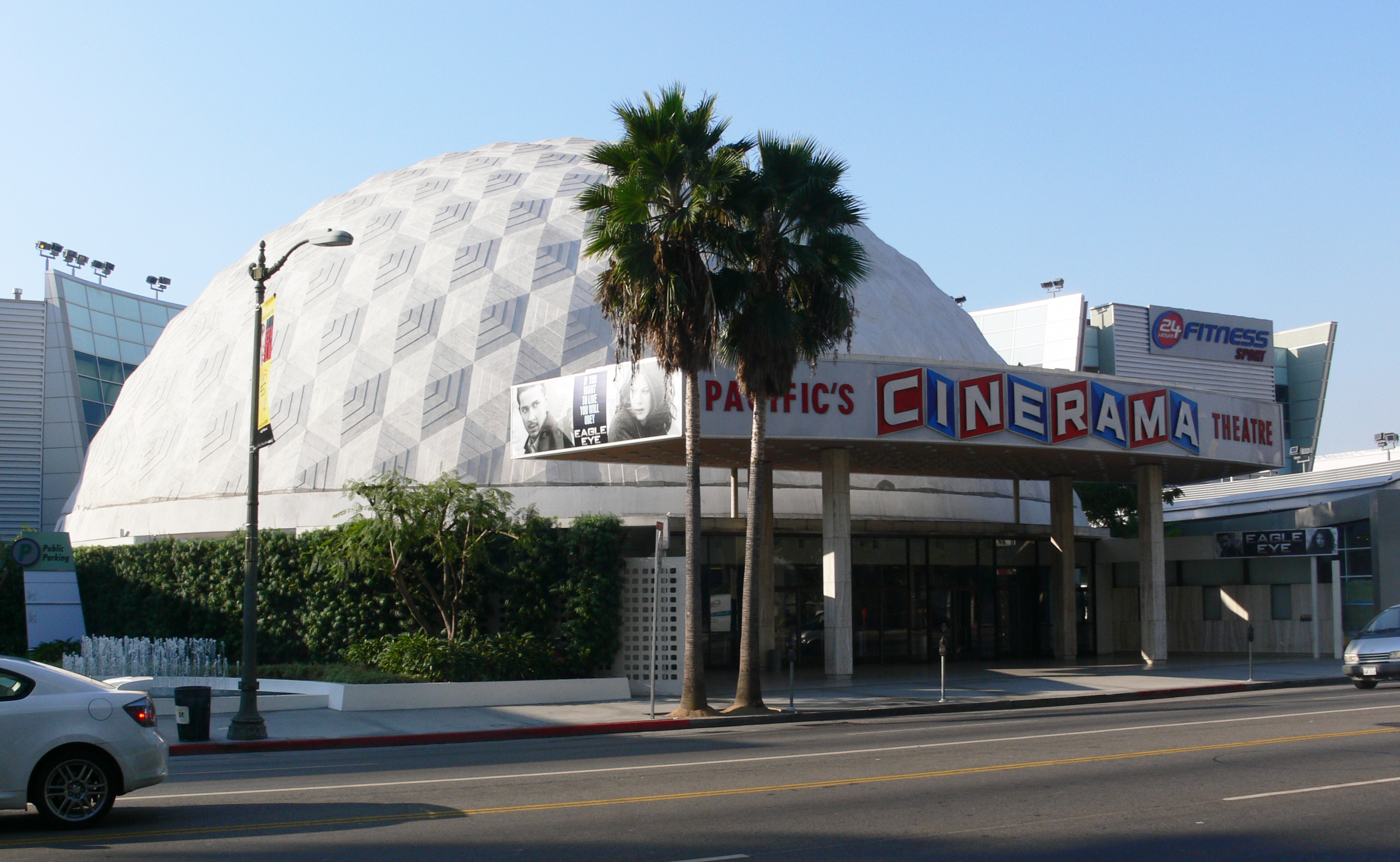
O Cinerama Dome, em Hollywood, é um exemplo de arquitetura Googie — atente para o teto curvilíneo.

A filmagem de Pulp Fiction começou em 20 de setembro de 1993, tendo como locações diversos pontos de Los Angeles e arredores. Os principais profissionais dos bastidores tinham trabalhado com Tarantino em Cães de Aluguel como o diretor de fotografia Andrzej Sekuła, o diretor de arte David Wasco, a editora Sally Menke e a figurinista Betsy Heimann. De acordo com Tarantino, "Nós tínhamos 8 milhões de dólares. Eu queria que se parecesse com um filme de 20, 25 milhões. Eu queria que parecesse como um épico. É um épico em tudo — em invenção, em ambição, em duração, no âmbito, em tudo, exceto no preço." O filme, ele diz, foi feito "em um rolo de filme ASA 50, que é o mais lento que eles fazem. A razão pela qual o usamos é que ele cria uma imagem quase sem grãos, é lustrosa. É a coisa mais próxima que temos do Technicolor dos anos 1950." A maior parcela do orçamento — 150 mil dólares — foi gasta na criação do set do Jack Rabbit Slim's (o restaurante temático palco da cena de dança entre John Travolta e Uma Thurman), que foi construído em um depósito localizado em Culver City, Califórnia. Foi lá, também, que foram construídos outros sets, como os escritórios da produção do filme. A sequência do café-restaurante foi filmada em Hawthorne, também na Califórnia, no Hawthorne Grill, conhecido pela sua arquitetura Googie. Para o vestuário, Tarantino se inspirou no diretor francês Jean-Pierre Melville, que acreditava que as roupas usadas por seus personagens eram armaduras simbólicas. Tarantino se escalou em um papel modesto, assim como ele fizera em Cães de Aluguel, e a filmagem foi iniciada em 30 de novembro daquele ano. Antes da première de Pulp Fiction, Tarantino convenceu Avary a abrir mão dos créditos de coautoria — mediante indenização —, aceitando, ao invés disso, um crédito de "História por Roger Avary", para que a linha "Escrito e dirigido por Quentin Tarantino" pudesse ser usada nas propagandas e na tela. Há um total de cinco cenas que foram excluídas do filme. Posteriormente, elas foram lançadas em um DVD intitulado Pulp Fiction: Collector's Edition, com comentários do próprio Tarantino sobre os motivos que levaram às suas exclusões e ainda inclui cenas dos bastidores, making of, dentre outros extras.
Se as sete sequências estivessem cronologicamente ordenadas, a ordem seria: 4a, 2, 6, 1, 7, 3, 4b, 5. As sequências 1 e 7 se sobrepõem e são apresentadas de diferentes perspectivas — em um primeiro momento, pela visão dos assaltantes, e depois, pela visão de Jules. O mesmo acontece com as sequências 2 e 6. Alguns analistas descrevem essa estrutura como a de uma "narrativa circular".

## Música
Não foi composta uma trilha sonora para Pulp Fiction — ao invés disso, Quentin Tarantino usou uma eclética variedade de canções surf, rock & roll, soul e pop. "Misirlou", intrepretada por Dick Dale & His Del-Tones, toca durante os créditos iniciais e, embora Tarantino tenha escolhido surf music como o estilo musical primário para o filme, ele insiste que não foi por sua associação com a cultura do surf: "Para mim, simplesmente soa como rock and roll; até como Morricone. Soa como um 'rock and roll Western spaghetti'." Algumas das canções foram sugeridas a Tarantino por seus amigos Chuck Kelley e Laura Lovelace, que foram creditados no filme como "consultores musicais". Lovelace também aparece no filme como Laura, uma garçonete — papel que ela reprisou em Jackie Brown. O álbum com a trilha sonora foi lançado junto ao filme em 1994, atingindo a 21ª posição na Billboard 200.
Estella Ticknell descreve como a particular combinação de gravações conhecidas e obscuras ajuda a estabelecer o filme como "um texto cool auto-consciente. [O] uso de faixas mono, com um estilo forte de batida do pop underground do começo dos anos 1960 misturado com baladas "clássicas", como 'Son of a Preacher Man' de Dusty Springfield é crucial para o reconhecimento pós-moderno do filme." Ela contrasta a trilha sonora de Pulp Fiction com a de Forrest Gump, filme de maior bilheteria de 1994, que também se baseia em gravações pop: "[A] versão dos anos 1960 oferecida por Pulp Fiction […] certamente não é nada da contracultura publicamente reconhecida em Forrest Gump, mas é, antes, uma forma mais genuína da subcultura marginal baseada em um estilo de vida — surfar, se exibir — que é resolutamente apolítico." A trilha sonora é central, ela diz, com o compromisso do filme para com o "espectador mais jovem e cinematograficamente bem informado".

## Repercussão

### Lançamento e bilheteria
Pulp Fiction estreou em maio de 1994 no Festival de Cannes. Harvey e Bob Weinstein levaram todo o elenco do filme ao festival. O filme foi apresentado em uma sessão à meia-noite, causando sensação. Pulp Fiction ganhou a Palma de Ouro, o prêmio mais alto do festival, o que gerou uma onda maior de publicidade. A primeira resenha do filme nos Estados Unidos foi publicada em 23 de maio, na revista Variety: Todd McCarthy chamou Pulp Fiction de uma "parte espetacularmente interessante da cultura pop […] um chocante e massivo sucesso." De Cannes em diante, Tarantino estava constantemente na estrada, promovendo o filme. Durante os meses seguintes, Pulp Fiction foi exibido em festivais menores pela Europa. Posteriormente, Tarantino disse: "Uma coisa que é legal é que, quebrando a estrutura linear, quando eu assisto ao filme com um público, isso quebra o 'estado alfa' [da plateia]. É como se, de repente, 'eu tenho que assistir isso… eu tenho que prestar atenção.' Você quase pode sentir todos se mexendo em suas cadeiras. É divertido assistir a uma plateia presa ao filme." Em setembro, Pulp Fiction abriu o Festival de Cinema de Nova Iorque — o New York Times publicou sua resenha no dia da abertura. Janet Maslin definiu o filme como "triunfante; uma jornada engenhosamente desorientante por um submundo que aflora inteiramente da imaginação do Sr. Tarantino, uma paisagem de perigo, surpresa, hilaridade e cores vibrantes […] [Ele] veio com um trabalho de tamanha profundidade e sagacidade que isso o coloca na fileira da frente dos cineastas Americanos."
Em 14 de outubro de 1994 o filme foi exibido ao público nos Estados Unidos. Como Peter Biskind descreve, "[…] não foi lançado em um punhado de cinemas e desenrolou-se lentamente, de boca a boca, o jeito tradicional de se lançar um filme independente; foi algo imediatamente amplo, em 1100 cinemas." Nos olhos de alguns críticos culturais, Cães de Aluguel havia dado a Tarantino uma reputação de "glamourizar" a violência — e essa foi a principal questão abordada pela Miramax na campanha de marketing do filme. "Você não saberá os fatos até você ver a ficção" foi um dos slogans. Em sua primeira semana, Pulp Fiction foi o filme de maior bilheteria, superando The Specialist, de Sylvester Stallone — que já estava em sua segunda semana e rodando em quase o dobro de cinemas. Contra o seu orçamento de 8,5 milhões de dólares e algo em torno de 10 milhões de dólares com os custos de marketing, Pulp Fiction arrecadou 107,93 milhões de dólares de bilheteria nos Estados Unidos, tornando-se o primeiro filme "independente" a ultrapassar a marca dos US$ 100 milhões. Mundialmente, arrecadou aproximadamente US$ 213 milhões. Em termos de arrecadamento doméstico, foi o décimo maior de 1994 — ainda que tenha rodado em consideravelmente menos cinemas do que qualquer outro filme que tenha figurado no top 20. Envolvimento popular com o filme — como as especulações acerca do conteúdo da misteriosa maleta — "indica o tipo de status cult que Pulp Fiction alcançou, quase imediatamente." Como indicado por Andy Rose, "o filme foi nada menos do que um fenômeno cultural nacional", assim como no exterior: na Grã-Bretanha, onde foi lançado uma semana após o lançamento nos Estados Unidos, o filme não foi somente um hit — mas o roteiro, lançado em forma de livro, tornou-se o mais bem-sucedido da história do Reino Unido, tornando-se um best-seller.

### Análise da crítica
A reação dos principais críticos de cinema americanos foi bastante favorável. Roger Ebert, do Chicago Sun-Times, descreveu Pulp Fiction como "tão bem-escrito em um estilo tão fanzine, tão mal-arranjado, que você tem vontade de esfregar o nariz nele — os narizes desses escritores zumbis que têm aulas de 'roteirização' que lhes ensinam fórmulas para hits." Richard Corliss, da Time, escreveu: "Ele [Pulp Fiction] se eleva sobre os outros filmes do ano majestosa e ameaçadoramente, como um líder de gangue na pré-escola. Desafia os filmes de Hollywood a serem tão espertos e irem tão longe. Se bons diretores aceitassem o desafio implícito de Tarantino, o cinema seria novamente um ótimo lugar para se viver." Na Newsweek, David Ansen escreveu que "o milagre de Pulp Fiction, de Quentin Tarantino, é como, sendo composto de partes rebaixadas, de segunda mão, é um sucesso tão reluzente como o de algo novo. "Você é intoxicado por ele", escreveu Owen Gleiberman, da Entertainment Weekly, "[…] na redescoberta do quão prazeroso um filme pode ser. Eu não tenho certeza se já encontrei um cineasta que combinou disciplina e controle com o prazer selvagem do jeito que Tarantino combina." "Pulp Fiction é indiscutivelmente excelente", escreveu Peter Travers, da Rolling Stone. Ademais, o filme atingiu grandes avaliações entre os críticos norte-americanos: uma marca de 94% no Rotten Tomatoes e 94% no Metacritic.
O Los Angeles Times foi um dos poucos veículos eminentes a publicar uma resenha negativa na primeira semana do filme. Kenneth Turan escreveu: "O escritor-diretor parece estar forçando para obter seus efeitos. Algumas sequências, especialmente uma envolvendo bondage e estupro homossexual, tem o sentimento inconfortável de desespero criativo, de alguém que está receoso de perder sua reputação, apelando para qualquer forma de ofender as sensibilidades." Alguns dos que resenharam Pulp Fiction nas semanas seguintes tenderam a analisar a predominante reação da crítica, ao invés do próprio filme. Stanley Kauffman, do The New Republic, disse que "o jeito que [o filme] tem sido tão amplamente invejado […] beira o nojento." Respondendo à comparações entre o filme e o trabalho do diretor francês Jean-Luc Godard, Jonathan Rosenbaum, do Chicago Reader, escreveu: "O fato de Pulp Fiction estar recebendo mais resenhas extravagantemente entusiásticas do que Breathless jamais teve, diz muito sobre que tipo de referências culturais que são consideradas como mais produtivas — a saber, aquelas que nós já temos e que não querem se expandir." Observando a resenha da National Review — "nenhum filme chega com tanto hype" —, John Simon não se deixou convencer: "[esse] deleite não cura o vazio, tampouco a superficialidade."
Debates sobre o filme foram além das páginas de críticos, com a violência sendo um tema recorrente. No Washington Post, Donna Britt descreveu o quão feliz ela estava de não assistir Pulp Fiction em um recente fim-de-semana, evitando, assim, "discutir a animadora cena em que um tiro espalha o cérebro de alguém por dentro de um carro." Alguns comentaristas deram especial enfoque ao frequente uso do termo "negro". No Chicago Tribune, Todd Boyd argumentou que a recorrência da palavra "tem a habilidade de indicar o nível máximo de modernidade para os homens brancos que têm usado, historicamente, a percepção da masculinidade negra como a personificação do cool." Na Grã-Bretanha, James Wood, no The Guardian, deu o tom para muitas das críticas subsequentes: "Tarantino representa o triunfo final do pós-modernismo, que é esvaziar a obra de arte de qualquer conteúdo, evitando, assim, sua capacidade de fazer qualquer coisa, exceto representar nossas agonias […] Só nessa era um escritor tão talentoso quanto Tarantino pode produzir uma obra de arte tão vazia, tão inteiramente despida de qualquer política, metafísica ou interesse moral."

## Temas

### Ezequiel 25:17

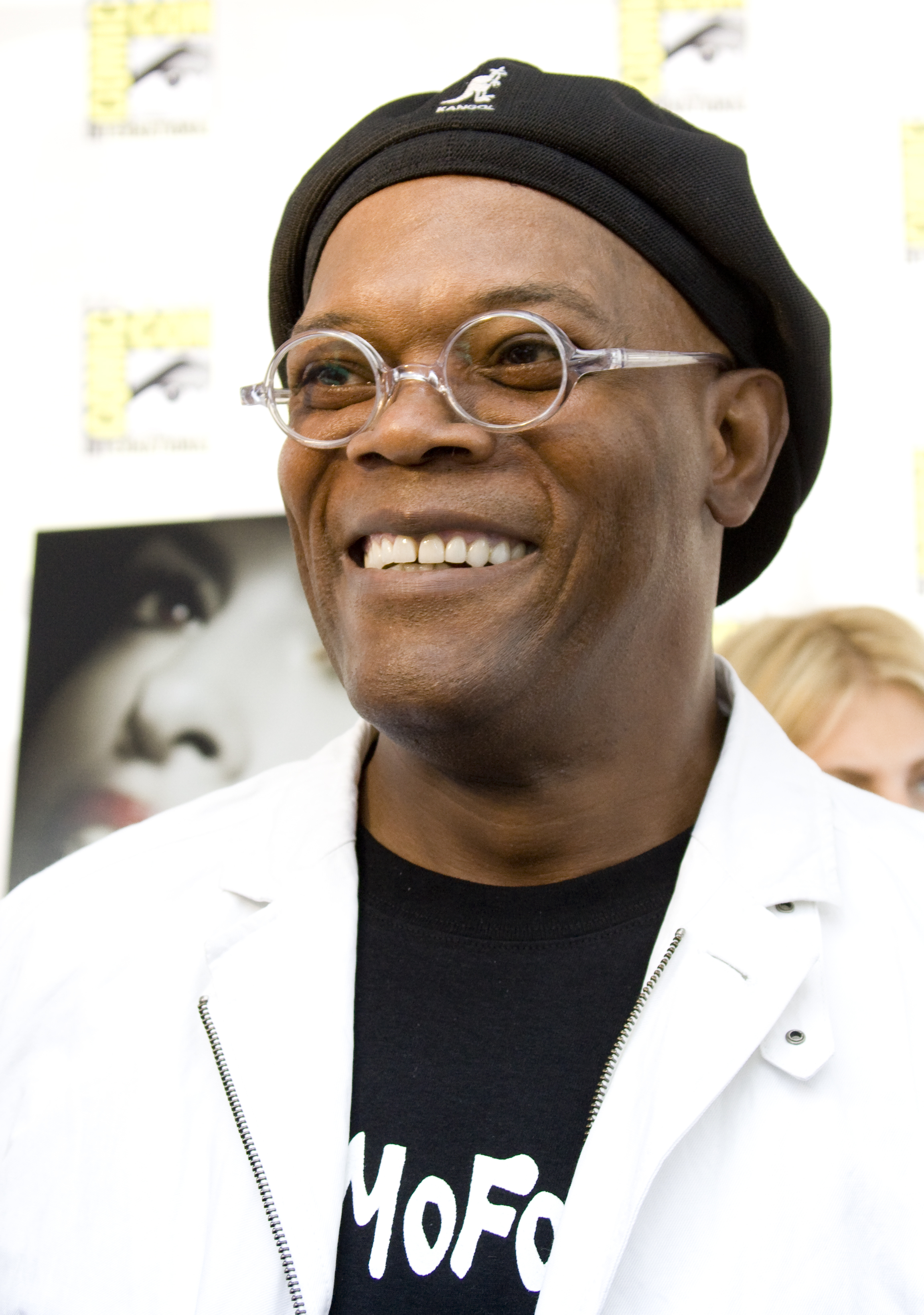
A recitação pseudobíblica Ezequiel 25:17, proferida por Jules Winnfield (Samuel L. Jackson), foi eleita a quarta fala mais marcante da história do cinema.

É um ritual de Jules recitar o que ele chama de uma passagem bíblica, Ezequiel 25:17, antes de executar alguém. Escuta-se a passagem três vezes — em "Prelúdio para 'Vincent Vega a esposa de Marsellus Wallace'", quando Jules e Vincent vão recuperar a maleta de Marsellus com Brett; a mesma recitação uma segunda vez, no começo de "A Situação Bonnie", que sobrepõe o final da sequência supracitada; e no Epílogo, na cena do café no restaurante. A primeira versão da passagem é a seguinte:
| “ | O caminho do homem justo é rodeado por todos os lados pelas desigualdades do egoísmo e da tirania dos homens maus. Bem-aventurado aquele que, em nome da caridade e da boa vontade, pastoreia os fracos pelo vale das trevas, pois ele é verdadeiramente o guardião do seu irmão e o descobridor das crianças perdidas. E derrubarei sobre ti, com grande vingança e furiosa raiva, aqueles que tentam envenenar e destruir meus irmãos. E você saberá que o meu nome é Senhor quando eu derramar minha vingança sobre você. | ” |

A segunda versão, do Epílogo, é idêntica, com exceção da linha final: "E você saberá que eu sou o Senhor quando eu derramar minha vingança sobre você."
Enquanto as duas sentenças finais da fala de Jules são iguais às da passagem bíblica citada, as duas primeiras são fabricadas de várias outras frases bíblicas. O texto de Ezequiel 25:17 indica que a ira de Deus é uma retribuição à hostilidade dos filisteus. Na versão do Rei Jaime, de onde a fala de Jules é adaptada, Ezequiel 25:17, lido na íntegra, é "E eu executarei grande vingança sobre eles, com furiosos castigos; e eles saberão que eu sou o Senhor quando eu tiver exercido minha vingança sobre eles." A primeira inspiração de Tarantino para a fala foi o trabalho de Sonny Chiba, estrela japonesa das artes marciais. Seu texto e a identificação como Ezequiel 25:17 deriva de uma crença similar, que aparece no começo do filme Karate Kiba, de Chiba, quando é mostrada como um texto rolante e lida por um narrador fora da tela. Um assassino profere um discurso bíblico similar em Modesty Blaise, a pulp fiction que acompanha Vincent Vega em duas cenas do filme.
Dois críticos que analisaram o papel de Ezequiel 25:17 no filme encontraram diferentes tipos de ligações entre a transformação de Jules e a questão da pós-modernidade. Paul Gormley argumenta que, ao contrário de outros personagens do filme, Jules é:
ligado a uma "coisa" além da simulação pós-moderna […] isso é talvez mais acentuado quando ele passa de uma simulação de um pastor batista, proferindo Ezequiel apenas porque era "uma coisa legal para dizer" […] Em sua conversão, Jules mostra-se consciente de um lugar além dessa simulação que, neste caso, o filme constrói como Deus.
Adele Reinhartz escreve que "a profundidade da transformação de Jules" é indicada pela diferença entre as duas maneiras que ele recita a passagem: "Na primeira, ele é uma figura majestosa e imponente, proclamando a profecia com fúria e autorretidão…. Na segunda […] ele parece ser um homem completamente diferente […] no verdadeiro estilo pós-moderno, [ele] reflete sobre o significado da sua fala e fornece várias maneiras diferentes de como isso pode se relacionar à sua situação atual." Assim como Gormley, Mark Conard diz que, à medida que Jules reflete sobre a passagem, ele percebe que "ela se refere a um quadro objetivo de valor e significado que está ausente de sua vida"; para Conard, isso contrasta com a representação predominantemente niilista do filme. Jonathan Rosenbaum, por sua vez, enxerga muito menos na revelação de Jules: "[O] despertar espiritual no final de Pulp Fiction, que Jackson performa lindamente, é […] declaradamente inspirado pelos filmes de kung-fu. Pode fazer você se sentir bem, mas não o torna mais sábio."

### A maleta misteriosa

Vincent "olha … paralisado" em caso de incandescência, conforme especificado no roteiro de Tarantino.

A combinação para abrir a misteriosa maleta é 666, o "número da besta". Tarantino disse que não há uma explicação para o seu conteúdo, sendo a maleta um mero instrumento do enredo. Originalmente, ela deveria conter diamantes, mas isso foi visto como algo muito mundano; para propósitos de filmagem, a maleta contém uma lâmpada laranja escondida, responsável por produzir o brilho característico de quando os personagens a abrem. Em uma entrevista em vídeo de 2007, realizada em conjunto com o seu amigo e diretor Robert Rodriguez, Tarantino, propositalmente, "revela" o conteúdo da maleta — mas o filme é cortado, pulando a cena, em um estilo empregado pelos dois diretores no filme Grindhouse, de 2007, realizado por ambos, com um intertítulo que diz "Bobina Não-Encontrada". A entrevista retorna com Rodriguez discutindo o quão radical o conhecimento do conteúdo da maleta altera o entendimento do filme.
Apesar das declarações de Tarantino, muitas soluções para o que um estudioso chama de "quebra-cabeça pós-moderno inexplicável" foram propostas. Uma semelhança foi observada em Kiss Me Deadly, filme noir lançado em 1955. Nesse filme — que Tarantino citou como a fonte da inspiração para o personagem Butch Coolidge — há uma maleta igualmente brilhante, que abriga um explosivo atômico. A ideia de que a maleta conteria a própria alma de Marsellus Wallace ganhou circulação popular no meio dos anos 1990.

### O banheiro
Muitas das ações de Pulp Fiction giram em torno de personagens que estão no banheiro ou têm de usá-lo; outros filmes de Tarantino também apresentam essa situação, ainda que em menor grau. No Jack Rabbit Slim's, Mia vai ao banheiro para "passar pó no nariz" — literalmente, uma vez que ela cheira cocaína, rodeada por um bando de mulheres. Butch e Fabienne fazem uma extensa cena no banheiro do motel, ele no chuveiro, ela escovando os dentes; na manhã seguinte (apenas alguns segundos depois no filme), ela está novamente escovando os dentes. Enquanto Jules e Vincent estão confrontando Brett e seus dois amigos, um quarto homem está se escondendo no banheiro (e a sua posterior ação contribui para a "epifania" de Jules). Após a morte acidental de Marvin, no banco do carro, Vincent e Jules se limpam no banheiro de Jimmie, onde eles entram em um contratempo envolvendo a toalha manchada de sangue. Quando, no café-restaurante, instaura-se o impasse mexicano entre Jules, "Pumpkin", Vincent e "Honney Bunny", ela grita "eu preciso ir fazer xixi!"
Como descrito por Peter e Will Brooker, "em três momentos significativos, Vincent vai ao banheiro [e] retorna a um mundo completamente transformado, onde a morte é uma ameaça", ameaça essa que cresce em magnitude conforme a narrativa se desenvolve cronologicamente, sendo consumada, de fato, em terceira instância:
1. Durante o café da manhã e a conversa filosófica entre Jules e Vincent, esse vai ao banheiro; quando ele retorna, está acontecendo o assalto à mão armada de "Pumpkin" e "Honney Bunny";
2. Enquanto Vincent está no banheiro, preocupado com a possibilidade de ir "longe demais" com Mia, a esposa de Marsellus Wallace, ela encontra a sua heroína e, acreditando tratar-se de cocaína, a cheira, tendo uma overdose;
3. Durante uma emboscada no apartamento de Butch, Vincent sai do banheiro com o seu livro, sendo assassinado pelo pugilista.

Na análise dos Brooker, "através de Vince […] nós vemos o mundo contemporâneo como algo duvidoso, transformado e desastroso, no instante em que você não está olhando." Susan Fraiman acha particularmente significante que Vincent esteja lendo Modesty Blaise — uma história em quadrinhos de uma "versão feminina de James Bond" — em dois desses momentos. Ela liga esse fato à tradicional e ridícula visão de que as mulheres são o "arquétipo das consumidoras de pulp":
Colocando pulp fiction [aqui relativo às revistas pulp] no banheiro, Tarantino reitera a sua associação com porcaria, já sugerida pelos significados de dicionário de "pulp" no prefácio do filme: "algo úmido, matéria disforme, histórias sensacionalistas escritas em papel barato." O que temos, então, é uma série de associação danosas — pulp, mulheres e porcaria — o que macula não somente os produtores do sexo masculino do grande mercado da ficção, mas também os consumidores homens. Empoleirado no banheiro com o seu livro, Vincent é "feminilizado" ao sentar-se, ao invés de ficar em pé, assim como pelos seus gostos trash; ele vive preocupado com o seu ânus, sendo implicitamente infantilizado e homossexualizado, e o resultado aparentemente inevitável é confirmado por Butch, com uma metralhadora tcheca Škorpion. Que esse destino tem a ver com os hábitos de leitura de Vincent é fortemente sugerido por uma lenta inclinação da câmera partindo do livro no chão, diretamente até o cadáver de Vincent, jogado na banheira.
Sharon Willis entende Pulp Fiction quase na direção oposta de Fraiman, achando "seu abrangente projeto como um meio de transformar porcaria em ouro. Essa é uma maneira de descrever o projeto de resgate e reciclagem da cultura popular, especialmente da própria infância." Apesar disso, Fraiman argumenta que "Pulp Fiction demonstra […] que mesmo um "pulp-ófilo" declarado como Tarantino pode continuar a sentir-se ansioso e emasculado pelas suas preferências."

## Homenagens

### Cinema
Pulp Fiction é recheado de homenagens a outros filmes. "Os personagens de Tarantino", escreve Gary Groth, habitam um mundo em que toda a paisagem é composta por produtos de Hollywood. Tarantino é um cleptomaníaco cinematográfico […]" Duas cenas em particular deram origem a discussões sobre o estilo altamente intertextual do filme. Muitas assumiram que a sequência de dança entre Vincent Vega e Mia Wallace no Jack Rabbit Slim's foi entendida como uma referência à performance de John Travolta como Tony Manero em Saturday Night Fever; Tarantino, entretanto, credita a inspiração da cena à Bande à part (1964), de Jean-Luc Godard. De acordo com Tarantino,
Todo mundo pensa que eu escrevi a cena só para ter John Travolta dançando. Mas a cena existia antes de John Travolta ser escolhido. Mas, uma vez que ele estava escalado, foi como, "Ótimo. Nós temos de ver John dançar." […] Minhas sequências musicais favoritas sempre estiveram no[s filmes de] Godard, porque elas simplesmente surgem do nada. É tão contagioso, tão amigável. E o fato de não ser um musical, mas que ele está parando o filme só para ter uma sequência musical, torna isso ainda mais doce.
Jerome Charyn diz que a presença de Travolta é essencial para a força da cena e do filme:
Toda a carreira de Travolta se torna uma história de fundo, o mito da estrela do cinema que caiu em desgraça, mas ainda reside em nossa memória como o rei da discoteca. Nós ficamos esperando ele encolher a barriga, vestir uma roupa branca de poliéster e entrar no clube 2001 Odyssey em Bay Ridge, Brooklyn, onde ele dançará por nós e nunca, nunca parará. Daniel Day-Lewis não poderia despertar esse desejo em nós. Ele não é parte da cosmologia maluco da América […] Tony Manero [é] um anjo sentado no ombro de Vincent […] a dança [de Vincent e Mia] pode estar próxima da coreografia de Anna Karina com seus dois namorados gângsters em Bande à part, mas ainda assim essa referência está perdida para nós, e estamos com Tony novamente […]
Estela Tincknell nota que enquanto "a cena do restaurante parece uma imitação de um restaurante dos 'anos 50'… o desafio de twist é uma sequência musical que invoca os 'anos 60', enquanto a performance da dança de Travolta referencia 'os anos 70' e a sua aparição em Saturday Night Fever […] O 'passado' torna-se, assim, mais geral […] onde os estilos significantes de várias décadas são colocados em um único momento. Ela também diz que essa passagem, o filme 'brevemente alterna do seu discurso habitualmente irônico para que um que faz referência às convenções dos musicais clássicos e, fazendo isso, torna possível ao filme habitar um espaço afetivo que vai além das alusões estilísticas.'"
O momento em que Marsellus atravessa a rua na frente do carro de Butch, reconhecendo-o, invoca a cena em que o chefe de Marion Crane a vê, em circunstância similares, em Psicose. Marsellus e Butch são capturados por Maynard e Zed, "dois sádicos saídos direto de Deliverance" (1972), dirigido por John Boorman. Zed compartilha um nome com um personagem de Sean Connery no filme seguinte de Boorman, a obra de ficção científica Zardoz (1974). Quando Butch decide resgatar Marsellus, nas palavras de Glyn White, "ele encontra uma porção de itens ressonantes de filmes de heróis". Críticos enxergaram nessas armas uma gama de possíveis alusões:
- Martelo — The Toolbox Murders (1978)[92]
- Taco de beisebol — Walking Tall (1973);[91] The Untouchables (1987)[92]
- Motosserra — The Texas Chain Saw Massacre (1974);[91][92] The Evil Dead II (1987)[91]
- Espada katana — diversos, incluindo Seven Samurai (1954);[91][92] The Yakuza (1975);[91] Shogun Assassin (1980)[92]

Na conclusão dessa cena, uma agourenta linha de fala de Marsellus ecoa de Charley Varrick, dirigido por outro dos "heróis" de Tarantino, Don Siegel — e o nome do personagem que a profere é Maynard.
Stephen Paul Miller acredita que a cena de Pulp Fiction é mais facilmente aceita do que a de Deliverance: "a sodomia perpretada não é tão chocante como a de Deliverance […] O filme dos anos 1990 reduz a competição, horror e tabu dos filme dos anos 1970 em uma […] sutil peça de adrenalina — uma ficção, uma pulp fiction." Na visão de Gary Groth, a diferença crucial é que "em Deliverance o estupro criou o dilema moral central do filme, enquanto em Pulp Fiction ele foi meramente 'o dia mais estranho da vida' [de Butch]."
Neil Fulwood foca na escolha de armas de Butch, escrevendo: "Aqui, o amor de Tarantino pelos filmes está no seu mais aberto e tolerante modo, acenando ao nobre e ao notório, assim como elevando a sua reputação como um 'enfant terrible' da violência dos filmes. Além disso, a cena faz um comentário malicioso sobre a disposição do cinema de apoderar-se de tudo o que está às mãos para os seus momentos de caos e morte." Conard afirma que os três primeiros itens simbolizam um niilismo que Butch está rejeitando. A tradicional espada japonesa, em contraste, representa uma cultura com um código moral mais bem definido, e ainda conecta Butch a um estilo de abordagem da vida mais significativo.

### Televisão
Robert Miklitsch diz que a "'telefilia' de Tarantino" pode ser mais fundamental em guiar a sensibilidade de Pulp Fiction do que a paixão do diretor por rock 'n roll e pelo próprio cinema:
Falando sobre a sua geração, oriunda dos anos 1970, Tarantino comentou que "a primeira coisa que nós todos compartilhamos não foi a música, isso foi coisa dos anos 1960. Nossa cultura foi a televisão." Uma lista aleatória de programas de TV referenciados em Pulp Fiction confirma essa observação: Speed Racer, […] The Brady Bunch, The Partridge Family, The Avengers, The Three Stooges, The Flintstones, I Spy, […] Kung Fu, Happy Days e, por último mas não menos importante, o fictício piloto de Mia, Fox Force Five.
"A lista acima, com a possível exceção de The Avengers", escreve Miklitsch, "sugere que Pulp Fiction tem menos de uma afinidade com a cinematografia avant-garde de Godard do que com a programação de redes do mainstream." Jonathan Rosenbaum trouxe a TV às suas análises da comparação entre Tarantino e Godard, reconhecendo que os diretores foram parecidos em querer abarrotar a tela com tudo o que gostam: "Mas as diferenças entre o que Godard gosta e o que Tarantino gosta e os porquês são astronômicas; é como comparar uma combinação de museus, bibliotecas, arquivos de filmes, lojas de discos e de departamentos com uma jukebox, uma locadora de vídeos e uma edição do TV Guide."
Sharon Willis foca no modo com um programa de televisão (Clutch Cargo) marca o começo — e o desenvolvimento — da cena entre o jovem Butch e o companheiro de guerra de seu pai. O veterano da Guerra do Vietnã é retratado por Christopher Walken, cuja presença invoca a sua performance como um militar traumatizado em The Deer Hunter, filme de 1978 sobre a Guerra do Vietnã. Willis escreve que "quando o Capitão Koons entra na sala de estar, nós vemos Walken em sua função como uma imagem retirada de um repertório de programas de televisão e filmes dos anos 1970 de masculinidade arruinada, em busca da reabilitação […]". Kolker não deve discordar, dizendo que "Pulp Fiction é uma simulação da nossa exposição diária à televisão; seus homofóbicos, bandidos e pervertidos, boxeadores sentimentais e promotores da prostituição movem-se através uma série de sequências de takes longos: nós assistimos, nós rimos, e continuamos sem entender nada."

## Influência e legado

Vincent e Jules Winnfield (Samuel L. Jackson), em sua pose clássica. Esta imagem representa Pulp Fiction na lista "All-Time 100 Movies".

Pulp Fiction rapidamente se tornou um dos filmes mais significativos de sua era. Em 1995, em uma edição especial do programa de TV Siskel & Ebert, de Gene Siskel e Roger Ebert, dedicado a Tarantino, Gene Siskel disse que Pulp Fiction representou um grande desafio para a "ossificação dos filmes americanos com suas fórmulas brutais". Na visão de Siskel,
a intensidade violenta de Pulp Fiction traz à mente outros filmes violentos divisores de águas que foram considerados clássicos em seu tempo, e ainda são. Psicose, de Alfred Hitchcock [1960], Bonnie e Clyde, de Arthur Penn [1967] e Laranja Mecânica, de Stanley Kubrick [1971]. Cada um abalou uma já entediada indústria do cinema e usou um mundo de enérgicos marginais para refletir o quão monótonos os outros filmes haviam se tornado. E isso, eu creio, será a maior honra para Pulp Fiction. Como todos os grandes filmes, ele critica outros filmes.
Ken Dancyger escreveu que o seu "estilo imitativo e inovativo" de Pulp Fiction — como o seu predecessor, Cães de Aluguel — representa
um novo fenômeno, um filme cujo estilo é criado do contexto da vida dos filmes, ao invés da vida real. A consequência é dupla — a presunção de que parte do público tenha um conhecimento profundo dessas formas, como os filmes sobre gângsteres ou westerns, filmes de horror ou de aventura e que a paródia ou alteração desse filme cria uma nova forma, uma experiência diferente para o público.
Em um discurso amplamente coberto pela imprensa em 31 de maio de 1995, o candidato à presidência dos EUA, o republicano Bob Dole, atacou a indústria de entrenimento norte-americana por estar vendendo "pesadelos da depravação". Pulp Fiction foi logo associado a essas acusações sobre violência gratuita. Dole não tinha, de fato, mencionado o filme; ele citou dois filmes menos famosos, todavia baseados em roteiros de Tarantino (Natural Born Killers e True Romance). Em setembro de 1996, Dole acusou Pulp Fiction — o qual ele não havia assistido — de promover "o romance da heróina".
Paula Rabinowitz expressa a opinião geral da indústria cinematográfica: a de que Pulp Fiction "simultaneamente ressucitou John Travolta e o noir". Na descrição de Peter Biskind, o filme criou um "frenesi de 'caras' com armas". A influência do estilo de Pulp Fiction logo tornou-se aparente. Menos de um ano após o lançamento do filme, o crítico britânico Jon Ronson participou dos exames de fim de semestre da National Film School e avaliou o impacto: "dos cinco filmes de estudantes que eu assisti, quatro incorporaram tiroteios violentos ao longo de uma trilha sonora iconoclasta de hits dos anos 1970, dois culminaram com todos os personagens atirando um no outro ao mesmo tempo, e um tinha dois assassinos discutindo peculiaridades de The Brady Bunch antes de assassinarem sua vítima. Nunca, desde Cidadão Kane, um homem surgiu de relativa obscuridade para redefinir a arte do cinema." Dentre os primeiros filmes de Hollywood citados como imitações de Pulp Fiction estão Destiny Turns on the Radio (1995) — no qual Tarantino atuou — e Things to Do in Denver When You're Dead (1995). "Desencadeou uma míriade de clones", escreve Fiona Villella. Internacionalmente, de acordo com David Desser, o filme "não apenas influenciou um modelo britânico de noir, mas ampliou essa visão em praticamente todo o mundo." O efeito de Pulp Fiction nas produções cinematográficas ainda ecoava em 2007, quando David Denby, do The New Yorker creditou ao filme o início do ciclo contínuo de narrativas cinematográficas não-lineares.
Seu impacto em Hollywood ainda permanece. De acordo com a Variety, a trajetória de Pulp Fiction, do lançamento em Cannes ao seu estrondo comercial "alterou eternamente o jogo" do chamado 'cinema independente'. Ele "cimentou o lugar da Miramax como a superpotência reinante do indie", escreve Biskind. "Pulp se tornou o Guerra nas Estrelas dos filmes independentes, aumentando as expectativas sobre o que um filme independente poderia fazer nos cinemas". O grande retorno financeiro do filme em relação ao seu pequeno orçamento
transformou a atitude da indústria em relação aos indies […] resultando em um bando de clássicas divisões […] executivos de estúdios subitamente acordaram para o fato de que o produto bruto de receita e as participações de mercado, as quais têm toda a publicidade, não eram os mesmos que os lucros […] Uma vez que os estúdios perceberam que eles poderiam explorar as economias de pequena escala, eles, mais ou menos, desistiram de comprar ou refazer os filmes por eles próprios, tampouco compraram as distribuidoras, como a Disney fez com a Miramax, ou iniciaram a sua própria […] copiando as estratégias de marketing e distribuição da Miramax.
Em 2001, a Variety, notando o crescente número de atores trocando constantemente entre estúdios caros e projetos independentes, sugeriu que "o divisor de águas para as estrelas de cinema" veio com a decisão de Bruce Willis — um dos mais bem pagos atores de Hollywood — de aparecer em Pulp Fiction.
E seu impacto foi ainda maior do que isso. Pulp Fiction tem sido descrito como um "grande evento cultural", um "fenômeno internacional" que influenciou televisão, música, literatura e publicidade. Não muito tempo depois de seu lançamento, foi identificado como um significativo foco de atenção da crescente comunidade de usuários da Internet. Colocando Pulp Fiction em sua lista de "Grandes Filmes", em 2001, Roger Ebert chamou-o de "o filme mais influente da década". Quatro anos depois, Richard Corliss, da Time, escreveu algo bem parecido: "(sem dúvida) o filme americano mais influente dos anos 1990".

Pintura de Vincent e Jules vestindo bananas ao invés de seus característicos ternos, feita pelo artista de rua Banksy, em Londres.

Diversas cenas e imagens do filme atingiram um status icônico; em 2008, a Entertainment Weekly declarou que "Você ficaria muito pressionado, nessa altura, só para citar um momento do filme de Quentin Tarantino que não seja icônico." O diálogo de Jules e Vincent sobre o "Royal with Cheese" tornou-se famoso. Mais de uma década e meia depois, ele foi referenciado no filme From Paris with Love, de Travolta. A injeção de adrenalina no coração de Mia Wallace está na lista da Premiere de "100 Maiores Momentos do Cinema". A cena das personagens de Travolta e Thurman dançando é frequentemente copiada, sobretudo no filme Be Cool, de 2005 — quando ela é estrelada pelos mesmos atores. A imagem dos personagens de Travolta e Jackson lado a lado, de terno e gravata, apontando suas armas, também se tornou familiar. Em 2007, a BBC News reportou que "trabalhadores dos transportes de Londres pintaram por cima de um icônico mural do artista de rua Banksy… A imagem mostrava uma cena de Pulp Fiction de Quentin Tarantino, com Samuel L. Jackson e John Travolta segurando bananas ao invés de armas." Algumas linhas de diálogo do filme foram adotadas popularmente como jargões, especialmente o xingamento de Marsellus, "Eu vou machucar o seu traseiro ao estilo medieval". A recitação de Jules de Ezequiel 25:17 foi votada como a quarta fala de cinema mais emblemática de todos os tempos em uma enquete de 2004.
Pulp Fiction aparece em diversas listas de críticos sobre grandes filmes. Em 2008, Entertainment Weekly nomeou-o como melhor filme do último quarto de século; no mesmo ano, a votação do American Film Institute, "Ten Top Ten", elegeu-o como o sétimo melhor filme de gângster de todos os tempos. Em 2007, apareceu na 94ª posição na lista do AFI "100 Years… 100 Movies". Em 2005, foi escolhido como primeiro da lista "All-Time 100 Movies", da Time. O filme aparece muito bem pesquisas populares. Uma votação de 2008 da Empire, combinando as opiniões de leitores, profissionais da indústria cinematográfica e críticos, nomeou Pulp Fiction como o nono melhor filme de todos os tempos; em 2007, em uma votação da comunidade de cinema online, foi eleito o décimo primeiro.
 Leitores da revista britânica Total Film o elegeram o terceiro melhor filme da história
 e, em 2001, foi votado como o quarto maior filme de todos os tempos em uma votação nacional realizada pelo Channel 4.

## Prêmios e Indicações
O sucesso de Pulp Fiction junto da crítica também refletiu-se nos prêmios recebidos pelo filme. Sua primeira exibição, no Festival de Cannes de 1994, rendeu a Palma de Ouro, prêmio de maior prestígio do festival. Ainda naquele ano, a Sociedade de Críticos de Cinema de Boston deu ao filme o BSFC Award de melhor filme, melhor diretor e melhor roteiro. A Associação de Críticos de Cinema de Los Angeles também premiou Pulp Fiction, com os prêmios de melhor filme, melhor roteiro, melhor diretor e melhor ator (John Travolta). A Comissão Nacional de Resenha deu ao filme o NBR Award de melhor diretor e de melhor filme — empatado com Forrest Gump. Pulp Fiction também ganhou dois NYFCC Awards, para melhor diretor e melhor roteiro.
- Oscar 1995[122]

| Categoria                | Complemento                       | Resultado |
| ------------------------ | --------------------------------- | --------- |
| Melhor filme             | Lawrence Bender                   | Indicado  |
| Melhor direção           | Quentin Tarantino                 | Indicado  |
| Melhor ator              | John Travolta                     | Indicado  |
| Melhor ator coadjuvante  | Samuel L. Jackson                 | Indicado  |
| Melhor atriz coadjuvante | Uma Thurman                       | Indicado  |
| Melhor roteiro original  | - Quentin Tarantino - Roger Avary | Venceu    |
| Melhor edição            | Sally Menke                       | Indicado  |

O filme também obteve indicações em massa no BAFTA, vencendo nas categorias melhor ator coadjuvante (Samuel L. Jackson) e melhor roteiro original, assim como no Globo de Ouro, onde o filme venceu na categoria melhor roteiro. A Academia de Filmes de Ficção Científica, Fantasia e Horror dos Estados Unidos conferiu o Saturn Award a Pulp Fiction, na categoria melhor filme de ação/aventura/thriller. A Associação de Críticos de Cinema de Chicago concedeu dois CFCA Awards, de melhor diretor e melhor roteiro. O filme também levou os prêmios de melhor diretor, melhor filme, melhor roteiro e melhor ator protagonista (Samuel L. Jackson) no Independent Spirit Awards. O Círculo de Críticos de Cinema de Londres deu o ALFS Award a John Travolta, como ator do ano, e a Tarantino, como roteirista do ano.[carece de fontes?] A Sociedade Nacional de Críticos de Cinema concedeu 3 NSFC Awards ao filme: melhor filme, melhor diretor e melhor roteiro. No MTV Movie Awards, foi escolhido melhor filme.
Afora os prêmios recebidos, Pulp Fiction também recebeu diversas indicações malogradas. No Oscar, foram seis: melhor ator (Travolta), melhor ator coadjuvante (Jackson), melhor atriz coadjuvante (Uma Thurman), melhor diretor, melhor edição (Sally Menke) e melhor filme. No BAFTA, sete: melhor ator (Travolta), melhor atriz (Thurman), melhor cinematografia (Andrzej Sekuła), melhor edição (Menke), melhor filme e melhor som, além do David Lean Award para direção. No Globo de Ouro, cinco: melhor diretor, melhor filme dramático, melhor ator dramático (Travolta), melhor ator dramático (Jackson) e melhor atriz (Thurman). Pulp Fiction também recebeu cinco indicações no Chlotrudis Awards: melhor filme, melhor ator (Samuel L. Jackson), melhor ator coadjuvante (Samuel L. Jackson e Bruce Willis) e melhor atriz coadjuvante (Uma Thurman), e outras duas indicações no ALFS Awards, para diretor e filme do ano.[carece de fontes?] Thurman e Travolta foram indicados a melhor atriz e ator, respectivamente, no MTV Movie Award; Travolta e Jackson receberam uma indicação para melhor dupla. No Screen Actors Guild Awards, outras três indicações para os três atores: melhor ator principal (Travolta), melhor ator coadjuvante (Jackson) e melhor atriz coadjuvante (Thurman).
Outros prêmios incluem o Brit Award para melhor trilha sonora, o MTV Movie Award para melhor sequência de dança (Travolta e Thurman) e os prêmios de melhor ator (Travolta), melhor roteiro e o Cavalo de Bronze do Festival de Cinema de Estocolmo.